# Šárka Volemanová
Šárka Volemanová, rozená Kubelková (* 9. února 1974) je česká moderátorka, publicistka, scenáristka, režisérka dokumentárních filmů a odbornice na partnerské vztahy.

## Vzdělání
Šárka Volemanová studovala na gymnáziu v Přelouči, kde maturovala v roce 1992. Poté studovala 2 roky psychologii.
V roce 2009 začala studovat bakalářský obor Sociální a masová komunikace v kombinované formě studia na Univerzitě Jana Amose Komenského v Praze, který absolvovala v roce 2011 a získala titul Bc.

## Rodinný život
7. listopadu 2010 v Babylon v Liberci se provdala za Josefa Volemana, ředitele Mořského světa na pražském Výstavišti. V pátek 19. února 2010 se jim narodil jejich první syn Josef v porodnici u Apolináře v Praze (vážil 2,7 kg a měřil 48 cm). S rodinou žije v Nehvizdech.

## Kariéra
Moderování
V 90. let. začínala moderovat v rádiu Profil v Pardubicích a poté v rádiu City v Praze. Od roku 1994 moderovala pořad Studio 6 na České televizi. V téže době pracovala i pro Český rozhlas 1 – Radiožurnál. Poté přešla na televizní stanici TV Nova, kde moderovala publicistický pořad Áčko, ranní Snídani s Novou a následně pořad Věštírna. Pro pořad Na vlastní oči natáčela reportáže. Pracovala také jako mluvčí podniku Lesy České republiky a PR manažerka u společnosti Carollinum.
V roce 2007 se vrátila do České televize, kde moderovala a připravovala pořad 13. komnata. V roce 2009 poté zorganizovala další projekt Partnerské ladění. Od roku 2011 připravovala scenáristicky pořad Pološero.  
Od roku 2019 moderuje na Českém rozhlase pořad Dva na Dvojce (každý všední den od 9 do 11 hodin) společně s Jiřím Holoubkem který se zabývá všemi tématy a problémy kolem nás .  Od roku 2022 také připravuje pořad Moci bez nemoci který se věnuje zdravotním diagnózám a novým metodám léčby.
Publikace
- 2010: Partnerské vztahy, aneb, Návod na přežití